# 카란 조하르

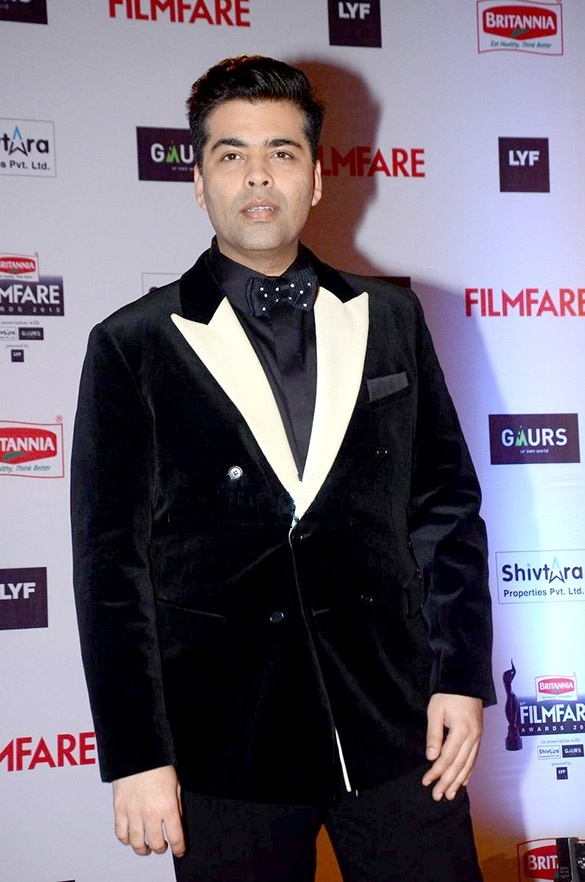

카란 조하르(Karan Johar, 1972년 5월 25일 ~ )는 인도의 배우, 영화 감독, 각본가, 영화 프로듀서, 영화배우, TV 사회자이다.
뭄바이에서 태어났다.

## 영화
- 러스트 스토리 (2018년)
- 심바: 개과천선 비리경찰 (2018년)
- 웰컴 투 뉴욕 (2018년)
- A.D.H.M. (2016년)
- 봄베이 벨벳 (2015년)
- 봄베이 토키스 (2013년)
- 디스 유스 이즈 크레이지 (2013년)
- 스튜던트 오브 더 이어 (2012년)
- 아이 헤이트 러브 스토리 (2010년)
- 내 이름은 칸 (2010년)
- 웨이크 업 시드 (2009년)
- 희생 (2009년)
- 럭 바이 찬스 (2009년)
- 패션 (2008년)
- 도스타나 (2008년)
- 옴 샨티 옴 (2007년) - 본인 역
- 네버 세이 굿바이 (2006년)
- 차러스: 어 조인트 에퍼트 (2004년)
- 내가 여기 있잖아 (2004년)
- 내일은 오지 않을지도 몰라 (2003년)
- 까삐꾸씨 까삐깜 (2001년)
- 모하바테인 (2000년)
- 무슨 일인가 일어나고 있어 (1998년)
- 용감한 자가 신부를 데려가리 (1995년)